# Phantazoderus
Phantazoderus is een kevergeslacht uit de familie van de boktorren (Cerambycidae). De wetenschappelijke naam van het geslacht werd voor het eerst geldig gepubliceerd in 1864 door Fairmaire & Germain.

## Soorten
Phantazoderus is monotypisch en omvat slechts de volgende soort:
- Phantazoderus frenatus Fairmaire & Germain, 1864